# Giuseppe Musio
Giuseppe Musio (15 mai 1797, Bitti - 23 janvier 1876, Rome), est un magistrat et homme politique italien.

## Biographie
Il est sénateur du royaume de Sardaigne de 1848 à 1876.